# Yuzuru Shimada
Yuzuru Shimada (født 28. november 1990) er en japansk fodboldspiller, som spiller for den japanske fodboldklub V-Varen Nagasaki.